# ادوارد داوسون (ورزشکار)
ادوارد داوسون (انگلیسی: Edward Dawson; ۱۰ اکتبر ۱۹۰۷ – ۲۴ اکتبر ۱۹۹۸) ورزشکار بسکتبال اهل کانادا بود.
وی در مسابقات کشوری و بین‌المللی در مجموع برندهٔ ۱ مدال نقره شده‌است.